# Roudolphe Douala
Roudolphe M'Bele Douala 25 de Setembro de 1978:  é um ex-jogador profissional de futebol camaronês, que atuava como meia.

## Carreira
Desde 2004/05 o seu passe pertence ao Sporting Clube de Portugal, antes representou os clubes  do Boavista, Desportivo das Aves e Gil Vicente ambos por empréstimo, e União de Leiria. O atleta iniciou a carreira na equipa francesa do Saint-Étienne.

## Seleção
Douala representou o elenco da Seleção Camaronesa de Futebol no Campeonato Africano das Nações de 2006.